# Армстронг, Дилан
Дилан Армстронг — канадский легкоатлет, который специализируется в толкании ядра. Чемпион Панамериканских игр в 2007 и 2011 годах. Победитель Игр Содружества 2010 года. В настоящее время владеет рекордом Игр Содружества и национальным рекордом. Серебряный призёр чемпионата мира среди юниоров 2000 года. Победитель Бриллиантовой лиги 2011 года. На Олимпиаде 2008 года занял 4-е место, уступив всего один сантиметр бронзовому призёру Андрею Михневичу. На олимпийских играх 2012 года занял 5-е место.
Международную карьеру начал в 2000 году. С 2000 по 2003 год специализировался в метании молота, но затем перешёл на ядро.
В настоящее время тренируется у олимпийского чемпиона 1972 года в метании молота Анатолия Бондарчука.

## Достижения на этапах Бриллиантовой лиги
- 2010:  Bislett Games - 21,16
- 2010:  Golden Gala - 21,46
- 2010:  Prefontaine Classic - 21,33
- 2011:  Qatar Athletic Super Grand Prix - 21,38
- 2011:  Golden Gala - 21,60
- 2011:  Prefontaine Classic - 21,60
- 2011:  Aviva British Grand Prix - 21,55
- 2011:  Herculis - 20,98
- 2011:  DN Galan - 21,00
- 2011:  Weltklasse Zürich - 21,63
- 2012:  Shanghai Golden Grand Prix - 20,93
- 2012:  Prefontaine Classic – 21,50
- 2012:  Bislett Games – 20,82
- 2012:  Meeting Areva – 20,54
- 2012:  London Grand Prix – 20,46
- 2013:  Golden Gala – 20,29
- 2013:  Athletissima – 20,75